# 正義的化身
《正義的化身》是真心英雄系列其中一部描寫張明得真實人生電視劇，全劇共10集，於2012年6月25日－2012年7月6日在大愛電視《長情劇展》時段（台灣時間星期一~星期五晚上22:00）播放。

## 播出時間

### 首播
| 頻道                            | 所在地 | 播映日期                    | 播出時間            |
| ------------------------------- | ------ | --------------------------- | ------------------- |
| 大愛電視台 （數位頻道同步播出） | 台灣   | 2012年6月25日－2012年7月6日 | 週一～週五22:00播出 |
| 大愛海外台 （數位頻道同步播出） | 台灣   | 2012年6月26日－2012年7月8日 | 週二～週六00:00     |

### 重播
| 頻道                            | 所在地 | 播映日期                    | 播出時間               |
| ------------------------------- | ------ | --------------------------- | ---------------------- |
| 大愛電視台 （數位頻道同步播出） | 台灣   | 2012年6月25日－2012年7月6日 | 週一～週五12：30播出   |
| 大愛電視台 （數位頻道同步播出） | 台灣   | 2012年6月25日－2012年7月6日 | 週一～週五01：30播出   |
| 大愛電視台 （數位頻道同步播出） | 台灣   | 2012年6月25日－2012年7月6日 | 每週一～週五16：00播出 |

## 演員列表
| 演員   | 角色 | 介紹 | 登場集數  |
| 尹昭德 | 張明得 | 原本是老師，後來追求理想而當了警官。 | 全劇      |
| 連靜雯 | 卓秀蘭 | 原本是老師，後來有學生被綁架，看到明得勇敢和正義就嫁給了他。 | 全劇      |
| 馬國畢 | 李國元 | 警官 | 4-5       |
| 傅顯皓 | 張明得 | 小時候的張明得 | 1         |
| 洪流   | 張阿公 | 張明得阿公 | 1-2       |
| 朱陸豪 | 張父 | 張明得父親。因為交通意外而過世。 | 1-4       |
| 陳季霞 | 張母 | 張明得母親 | 1-8、10   |
| 曾心梅 | 美娟 | 張明得阿姨 | 1-2、4、7 |
| 況明潔 | 翁千惠 | 企業家夫人 | 8-10      |
| 林鴻翔 | 陳勗修 | 警察 | 9-10      |
| 陳文山 | 謝老大 | 北聯幫老大 | 4-6、10   |
| 江俊翰 | 李盛希 | 警官 | 9         |
| 林則希 | 鄧老師 | 張明得的同事 | 1-3       |
| 綠茶   | 葉老師 | 張明得的同事 | 1-3       |
| 伊藍   | 龍雄父 | 陳龍雄之父，豐濱派出所警察 | 3         |
| 陳文海 | 瓦賴 | 警察 | 7-8、10   |
| 張家寧 | 李靜宜 (小雲) | 女，18歲。應召站女人 | 4、6      |
| 江家昕 | 潘秀蘭 | 張明得的學生，綽號：小蘭。 | 1-3、10   |
| 黃國晉 | 江浪 | 張明得的學生 | 1-3       |
| 華星童 | 張譯文 | 明得、秀蘭長女 | 8-10      |
| 游暄   | 張懷文 | 明得、秀蘭次女 | 8-10      |
| 伊人   | 張譯之 | 明得、秀蘭三女 | 8-10      |
| 許志宇 | 張致康 | 明得、秀蘭長子 | 8-10      |
| 施信宏 | 小張 | 警察 | 7         |
| 王窩能 | 阿忠 | 警察 | 7         |
| 蕭閔虐 | 小陳 | 警察 | 7、9      |
| 林春華 | 老闆娘 | club老闆娘 | 9-10      |
| 關若安 | 張譯文 | 少年時的張譯文。明得、秀蘭長女 | 4-5、7-8  |
| 趙品蓉 | 張懷文 | 少年時的張懷文。明得、秀蘭次女 | 4-5、7-8  |
| 吳亞若 | 張譯文 | 幼年時的張譯文。明得、秀蘭長女 | 3-4       |
| 曾岱鈞 | 張懷文 | 幼年時的張懷文。明得、秀蘭次女 | 3-4       |
| 鄭余庭 | 張譯之 | 幼年時的張譯之。明得、秀蘭三女 | 4-5、7-8  |
| 祝茂綸 | 張致康 | 幼年時的張致康。明得、秀蘭長子 | 4-5、7-8  |
| 江恩祖 | 弟弟 | 小蘭弟弟 | 1         |
| 吳伯翰 | 少年明德玩伴 | 少年明德玩伴 | 1         |
| 溫柏琳 | 少年明德玩伴 | 少年明德玩伴 | 1         |
| 羅宗憲 | 新社國小學生，張明得的學生，很多學生都是布農族的。部分家庭因貧困而把自己的子女賣到做苦工或是給有錢人家養，明德看到這種事情，立誓班上同學再也不能離開一個了!現在的學生都是因為父母工作要照顧弟弟妹妹而沒有去學校。鄧老師曾說過他教過的學生最低人數只有五人來上學。 | 新社國小學生，張明得的學生，很多學生都是布農族的。部分家庭因貧困而把自己的子女賣到做苦工或是給有錢人家養，明德看到這種事情，立誓班上同學再也不能離開一個了!現在的學生都是因為父母工作要照顧弟弟妹妹而沒有去學校。鄧老師曾說過他教過的學生最低人數只有五人來上學。 | 1-2       |
| 葉怡君 | 新社國小學生，張明得的學生，很多學生都是布農族的。部分家庭因貧困而把自己的子女賣到做苦工或是給有錢人家養，明德看到這種事情，立誓班上同學再也不能離開一個了!現在的學生都是因為父母工作要照顧弟弟妹妹而沒有去學校。鄧老師曾說過他教過的學生最低人數只有五人來上學。 | 新社國小學生，張明得的學生，很多學生都是布農族的。部分家庭因貧困而把自己的子女賣到做苦工或是給有錢人家養，明德看到這種事情，立誓班上同學再也不能離開一個了!現在的學生都是因為父母工作要照顧弟弟妹妹而沒有去學校。鄧老師曾說過他教過的學生最低人數只有五人來上學。 | 1-2       |
| 劉恩光 | 新社國小學生，張明得的學生，很多學生都是布農族的。部分家庭因貧困而把自己的子女賣到做苦工或是給有錢人家養，明德看到這種事情，立誓班上同學再也不能離開一個了!現在的學生都是因為父母工作要照顧弟弟妹妹而沒有去學校。鄧老師曾說過他教過的學生最低人數只有五人來上學。 | 新社國小學生，張明得的學生，很多學生都是布農族的。部分家庭因貧困而把自己的子女賣到做苦工或是給有錢人家養，明德看到這種事情，立誓班上同學再也不能離開一個了!現在的學生都是因為父母工作要照顧弟弟妹妹而沒有去學校。鄧老師曾說過他教過的學生最低人數只有五人來上學。 | 1-2       |
| 許松林 | 新社國小學生，張明得的學生，很多學生都是布農族的。部分家庭因貧困而把自己的子女賣到做苦工或是給有錢人家養，明德看到這種事情，立誓班上同學再也不能離開一個了!現在的學生都是因為父母工作要照顧弟弟妹妹而沒有去學校。鄧老師曾說過他教過的學生最低人數只有五人來上學。 | 新社國小學生，張明得的學生，很多學生都是布農族的。部分家庭因貧困而把自己的子女賣到做苦工或是給有錢人家養，明德看到這種事情，立誓班上同學再也不能離開一個了!現在的學生都是因為父母工作要照顧弟弟妹妹而沒有去學校。鄧老師曾說過他教過的學生最低人數只有五人來上學。 | 1-2       |
| 高進   | 新社國小學生，張明得的學生，很多學生都是布農族的。部分家庭因貧困而把自己的子女賣到做苦工或是給有錢人家養，明德看到這種事情，立誓班上同學再也不能離開一個了!現在的學生都是因為父母工作要照顧弟弟妹妹而沒有去學校。鄧老師曾說過他教過的學生最低人數只有五人來上學。 | 新社國小學生，張明得的學生，很多學生都是布農族的。部分家庭因貧困而把自己的子女賣到做苦工或是給有錢人家養，明德看到這種事情，立誓班上同學再也不能離開一個了!現在的學生都是因為父母工作要照顧弟弟妹妹而沒有去學校。鄧老師曾說過他教過的學生最低人數只有五人來上學。 | 1-2       |
| 宋震宇 | 新社國小學生，張明得的學生，很多學生都是布農族的。部分家庭因貧困而把自己的子女賣到做苦工或是給有錢人家養，明德看到這種事情，立誓班上同學再也不能離開一個了!現在的學生都是因為父母工作要照顧弟弟妹妹而沒有去學校。鄧老師曾說過他教過的學生最低人數只有五人來上學。 | 新社國小學生，張明得的學生，很多學生都是布農族的。部分家庭因貧困而把自己的子女賣到做苦工或是給有錢人家養，明德看到這種事情，立誓班上同學再也不能離開一個了!現在的學生都是因為父母工作要照顧弟弟妹妹而沒有去學校。鄧老師曾說過他教過的學生最低人數只有五人來上學。 | 1-2       |
| 沈崇斌 | 新社國小學生，張明得的學生，很多學生都是布農族的。部分家庭因貧困而把自己的子女賣到做苦工或是給有錢人家養，明德看到這種事情，立誓班上同學再也不能離開一個了!現在的學生都是因為父母工作要照顧弟弟妹妹而沒有去學校。鄧老師曾說過他教過的學生最低人數只有五人來上學。 | 新社國小學生，張明得的學生，很多學生都是布農族的。部分家庭因貧困而把自己的子女賣到做苦工或是給有錢人家養，明德看到這種事情，立誓班上同學再也不能離開一個了!現在的學生都是因為父母工作要照顧弟弟妹妹而沒有去學校。鄧老師曾說過他教過的學生最低人數只有五人來上學。 | 1-2       |
| 黃子夷 | 新社國小學生，張明得的學生，很多學生都是布農族的。部分家庭因貧困而把自己的子女賣到做苦工或是給有錢人家養，明德看到這種事情，立誓班上同學再也不能離開一個了!現在的學生都是因為父母工作要照顧弟弟妹妹而沒有去學校。鄧老師曾說過他教過的學生最低人數只有五人來上學。 | 新社國小學生，張明得的學生，很多學生都是布農族的。部分家庭因貧困而把自己的子女賣到做苦工或是給有錢人家養，明德看到這種事情，立誓班上同學再也不能離開一個了!現在的學生都是因為父母工作要照顧弟弟妹妹而沒有去學校。鄧老師曾說過他教過的學生最低人數只有五人來上學。 | 1-2       |
| 張鈴珍 | 新社國小學生，張明得的學生，很多學生都是布農族的。部分家庭因貧困而把自己的子女賣到做苦工或是給有錢人家養，明德看到這種事情，立誓班上同學再也不能離開一個了!現在的學生都是因為父母工作要照顧弟弟妹妹而沒有去學校。鄧老師曾說過他教過的學生最低人數只有五人來上學。 | 新社國小學生，張明得的學生，很多學生都是布農族的。部分家庭因貧困而把自己的子女賣到做苦工或是給有錢人家養，明德看到這種事情，立誓班上同學再也不能離開一個了!現在的學生都是因為父母工作要照顧弟弟妹妹而沒有去學校。鄧老師曾說過他教過的學生最低人數只有五人來上學。 | 1-2       |
| 高元紹 | 破壞田地少年 | 破壞田地少年 | 10        |
| 邱昕偉 | 破壞田地少年 | 破壞田地少年 | 10        |
| 卓書豪 | 破壞田地少年 | 破壞田地少年 | 10        |
| 張明得 | 張明得 | 警官 | 10        |

## 音樂
| 曲別   | 歌曲名稱   | 作詞   | 作曲   | 演唱者                               |
| 片頭曲 | 慈悲的勇氣 | 吳佳玹 | 李正帆 | 李正帆                               |
| 片尾曲 | 真心英雄   | 李宗盛 | 李宗盛 | 林鴻翔、尹昭德、伊正、霍正奇、况明潔 |

## 新聞
- 大愛劇展 25日播正義的化身 （页面存档备份，存于）

## 外部連結
- 官方網站

## 節目的變遷
| 大愛電視台 十點檔（週一至週五晚上22:00）節目         | 大愛電視台 十點檔（週一至週五晚上22:00）節目        | 大愛電視台 十點檔（週一至週五晚上22:00）節目 |
| ---------------------------------------------------- | --------------------------------------------------- | -------------------------------------------- |
|                                                      | 真心英雄系列-正義的化身 2012年6月25日－2012年7月6日 |                                              |
| 真心英雄系列-城市奏鳴曲 2012年6月18日－2012年6月22日 | 真心英雄系列-警察先生 2012年7月9日－2012年7月13日   |                                              |

| 大愛海外台 十點檔(週二至週六晚上12:00)節目           | 大愛海外台 十點檔(週二至週六晚上12:00)節目          | 大愛海外台 十點檔(週二至週六晚上12:00)節目 |
| ---------------------------------------------------- | --------------------------------------------------- | ------------------------------------------ |
|                                                      | 真心英雄系列-正義的化身 2012年6月26日－2012年7月7日 |                                            |
| 真心英雄系列-城市奏鳴曲 2012年6月19日－2012年6月23日 | 真心英雄系列-警察先生 2012年7月10日－2012年7月14日  |                                            |

| 大愛電視台二台 大愛好戲成雙 周一至周日 17:25~19:00節目 | 大愛電視台二台 大愛好戲成雙 周一至周日 17:25~19:00節目 | 大愛電視台二台 大愛好戲成雙 周一至周日 17:25~19:00節目 |
| ------------------------------------------------------ | ------------------------------------------------------ | ------------------------------------------------------ |
|                                                        | 正義的化身 2018年2月23日－2018年2月27日                |                                                        |
| 城市奏鳴曲 2018年2月20日－2018年2月22日                | 警察先生 2018年2月28日－2018年3月2日                   |                                                        |

| 臺灣 大愛電視 週一至週五 20:00 - 20:48              | 臺灣 大愛電視 週一至週五 20:00 - 20:48               | 臺灣 大愛電視 週一至週五 20:00 - 20:48 |
| --------------------------------------------------- | ---------------------------------------------------- | -------------------------------------- |
|                                                     | 正義的化身 （重播） （2023年9月13日－2023年9月26日） |                                        |
| 城市奏鳴曲 （重播） （2023年9月6日－2023年9月12日） | 警察先生 （重播） （2023年9月27日－2023年10月3日）   |                                        |